# Lorenzo Serra Ferrer
Lorenzo Serra Ferrer (Sa Pobla, 5 de março de 1953), também grafado como Llorenç Serra Ferrer, é um treinador de futebol e ex-futebolista espanhol. Atualmente está sem clube.

## Carreira
Serra Ferrer teve uma carreira de jogador pouco expressiva, atuando pelo Poblense, equipe de sua cidade natal que disputava a Quarta Divisão espanhola entre 1973 e 1976, quando se aposentou com apenas 23 anos.
Foi também no Poblense que iniciou a carreira de treinador, em 1980, levando o clube a conquistar o acesso para a Segunda División B (terceira divisão) em 1981–82. Seu desempenho chamou a atenção do Mallorca, que o contratou em 1983 para comandar o time B até 1985 (ainda em 1983, foi técnico interino dos Bermellones por um jogo), quando foi promovido ao comando do time principal, obtendo um vice-campeonato da Copa del Rey de 1990–91, vencida pelo Atlético de Madrid.
Treinou ainda o Real Betis em 2 passagens - na primeira, entre 1993 e 1997, levou a equipe andaluz de volta a La Liga e, com um futebol ofensivo, classificou os Verdiblancos à Copa da UEFA (atual Liga Europa) ao terminar na terceira posição. Na Copa del Rey, perdeu novamente a decisão, desta vez para o Barcelona. Foi nos Blaugranas que Serra Ferrer trabalhou como diretor das categorias de base durante o período que Louis van Gaal comandou o clube. Em 2000, com a saída do neerlandês, assumiu o cargo interinamente até 2001.
De volta ao Betis em 2004, conquistou a Copa del Rey após os Verdiblancos derrotarem o Osasuna por 3 a 1, além de levar o time à Liga dos Campeões da UEFA de 2005–06 com a quarta posição obtida no Campeonato Espanhol. Após um desempenho abaixo do esperado na temporada, anunciou sua saída do clube em junho de 2006. No mesmo ano assinou com o AEK Atenas, sua primeira equipe não-espanhola na carreira. Comandou os Dikefalos por uma temporada e meia, saindo em fevereiro de 2008.
Seus últimos trabalhos foram como diretor esportivo no Mallorca (2010 a 2014) e no Betis (2017 a 2019).

## Títulos
Poblense
- Tercera División: 1980–81, 1981–82

Real Betis
- Copa del Rey: 2004–05[5]